# Carinzia
La Carinzia (in tedesco Kärnten /ˈkɛɐ̯ntən/, in sloveno Koroška, in friulano Carintie) è il più meridionale dei nove stati (Bundesländer) dell'Austria.

## Geografia fisica
Consiste principalmente di un bacino all'interno delle Alpi, nel quale le Alpi Carniche delimitano il confine meridionale con l'Italia (province di Belluno in Veneto e di Udine in Friuli-Venezia Giulia) e la Slovenia (regioni Bassa Stiria/Štajerska, Carinzia/Koroška e Alta Carniola/Gorenjska).
La geografia della Carinzia è caratterizzata dalla sua posizione nelle Alpi orientali, con la loro flora e fauna specifiche. Lo stato si trova nella zona temperata dell'Europa centrale; in senso orografico, la principale cresta alpina a nord funge da barriera meteorologica.
Il territorio del Land ha una forma approssimativamente rettangolare, con un'estensione di 180 km in direzione est-ovest e 70 km in direzione nord-sud. La Carinzia confina con il Tirolo orientale a ovest, con il Salisburghese a nord-ovest e con la Stiria a nord-est. A sud confina con la Slovenia e con l'Italia (le regioni Friuli Venezia Giulia e Veneto).
Il paesaggio dell'Alta Carinzia (Oberkärnten), a ovest, è caratterizzato dagli Alti Tauri e dalle Alpi della Gurktal (Alpi centro-orientali), nonché dalle Alpi Carniche e della Gail (Prealpi sud-orientali); quello della Bassa Carinzia (Unterkärnten) da un grande bacino sedimentario intorno alla capitale Klagenfurt. Questo bacino, circondato dalle Alpi della Lavanttal a nord e dalle Caravanche a sud, è la parte più densamente popolata del Paese e qui si trovano le due città più importanti della Carinzia: Klagenfurt e Villaco. Tra i due si trova il Wörthersee, che, come gli altri grandi laghi carinziani, è un centro di turismo estivo.
Il principale fiume della Carinzia è la Drava (in tedesco Drau, in sloveno Drava), un affluente del Wörthersee. La Drava, affluente di destra del Danubio, lungo 707 km, ha origine nel territorio della provincia autonoma di Bolzano (Alto Adige) in Italia, in Val Pusteria, e dopo aver bagnato la Carinzia da Oberdrauburg a Dravograd (Unterdrauburg), scorre poi attraverso Slovenia e Croazia e confina con l'Ungheria per circa 100 km. I principali affluenti nella direzione del flusso sono i fiumi Möll, Lieser, Gail, Gurk e Glan e il Lavant. Le centrali idroelettriche nel bacino idrografico della Drava, come la diga di Kölnbrein, generano il 12% dell'elettricità austriaca.
Conosciuta soprattutto per i suoi magnifici laghi, intorno ai quali si affacciano 570.000 ettari di foreste, pari al 60% della sua superficie, di cui il 30% è bosco protetto.
I quattro laghi più grandi della Carinzia sono, oltre al Wörthersee, il Millstätter See, l'Ossiacher See e il Weissensee. Questi laghi glaciali coprono una superficie totale di quasi 50 km².

### Clima
La Carinzia ha un clima continentale, con estati calde e moderatamente umide e inverni lunghi e aspri. Negli ultimi anni ci sono stati inverni eccezionalmente aridi. Fenomeno tipico in autunno e in inverno è l'inversione termica, che si verifica con cielo sereno e assenza di vento, talvolta accompagnato da una fitta nebbia che va a ricoprire le valli gelate e che intrappola l'inquinamento, mentre sulle cime delle colline e sulle montagne troviamo in genere un pallido sole.

## Società

### Lingue e dialetti
La popolazione è in maggioranza di madrelingua tedesca con un unico (e facilmente individuabile) dialetto. Esiste anche una minoranza di madrelingua slovena, parlante vari dialetti sloveni del ceppo carinziano, pari a circa 15.000 - 40.000 persone, concentrate nel sud est della regione.
Per la vicinanza con l'Italia, in molte scuole vengono insegnate le basi della lingua italiana, soprattutto nella Carinzia occidentale, presso il confine con la regione Friuli-Venezia Giulia. Pur non essendo una lingua storica del territorio, l'italiano è tuttavia utilizzato da molte attività commerciali (soprattutto con traduzioni scritte accanto al tedesco) per favorire gli scambi.

## Storia

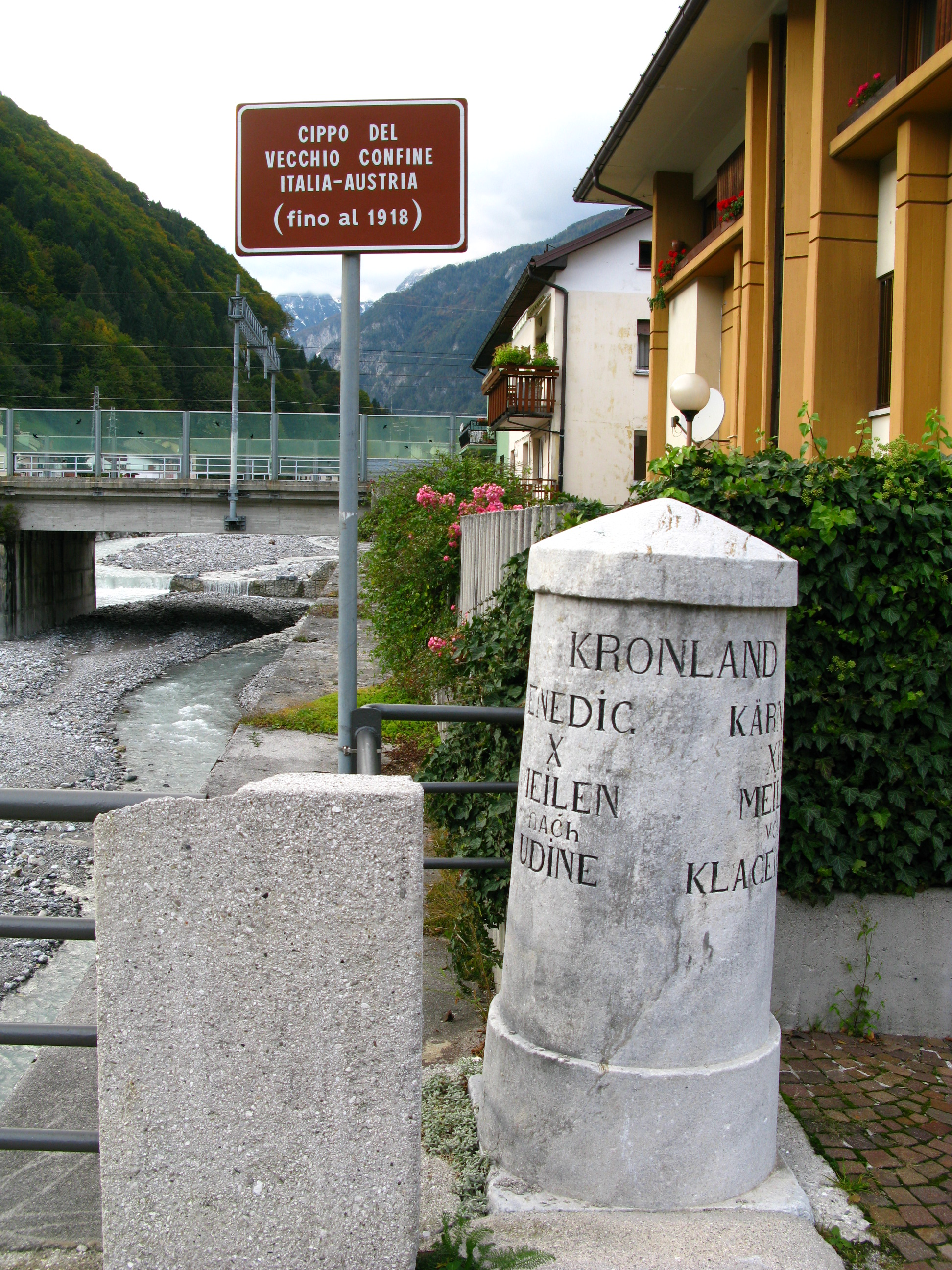
Cippo del vecchio confine tra l’Impero austro-ungarico e il Regno d’Italia, presso Pontebba

Nel 300 a.C. la popolazione del periodo di Hallstatt, composta in parte da veneti, si mescolò con gli immigrati celtici, come i Carnii e i Taurisci, per cui la religione, i costumi e la struttura sociale persistettero. In questo periodo, le società tribali indipendenti si unirono per formare il regno del Norico, la prima struttura statale sul territorio dell'attuale provincia della Carinzia. Il Norico fu pacificamente assorbito nella provincia romana del Norico sotto l'imperatore Augusto. All'epoca, i centri della provincia si trovavano a Magdalensberg e a Teurnia. Successivamente sotto l'imperatore Claudio prese importanza il centro di Viruno.
All'inizio delle invasioni barbariche, esisteva una classe dominante ostrogota con strutture amministrative e militari romane. Dopo che, intorno al 600, gli Slavi sostituirono questa classe superiore e formarono il loro stato di Carantania con il centro a Maria Saal, la lingua slava soppiantò le altre lingue fino all'VIII secolo, mentre le popolazioni norrene, romane e slave continuarono a esistere. Per respingere gli Avari, i duchi bavaresi e franchi guadagnarono gradualmente influenza in Carinzia. Dal 743 al 907, re e imperatori franchi governarono la regione, fondando la marca di Carinzia.
In seguito la Carinzia tornò a far parte del Ducato di Baviera, con un gran numero di coloni bavaresi che la seguirono e diffusero la lingua tedesca. Il ducato di Carinzia fece storicamente parte del Sacro Romano Impero sino alla sua dissoluzione nel 1806, divenendo poi un territorio della corona sotto l'Impero asburgico.
Dopo la fine della prima prima guerra mondiale, la Carinzia dovette rinunciare alla Val Canale, assegnata al Regno d'Italia in base al trattato di Saint-Germain, firmato il 10 settembre del 1919. Il Regno di Jugoslavia aveva tentato in quella occasione di annettere la regione con la forza nel 1919 (Kärntner Abwehrkampf), ma un plebiscito nelle zone meridionali del Land, svoltosi il 10 ottobre 1920, sotto il controllo della Società delle Nazioni, sancì la volontà della Carinzia di appartenere all'Austria.
Anche nel 1945, alla fine del secondo conflitto mondiale, la Jugoslavia richiese di nuovo l'annessione della parte meridionale della regione, ma senza successo.

## Amministrazione
La Carinzia è suddivisa in otto distretti e due città statutarie.
Di seguito l'elenco dei distretti con la sigla automobilistica e il numero corrispondente alla cartina.

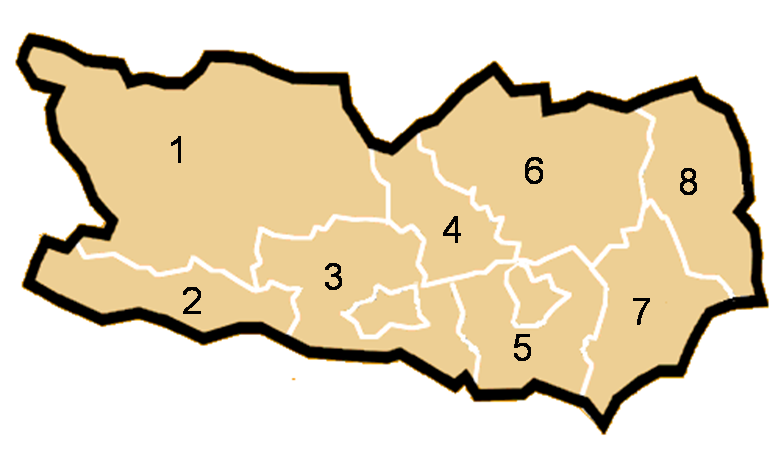

Città statutarie
- Klagenfurt (K)
- Villach / Villaco (VI)

Distretti
1. Spittal an der Drau (SP)
2. Hermagor (HE)
3. Villach-Land (VL)
4. Feldkirchen (FE)
5. Klagenfurt-Land (KL)
6. Sankt Veit an der Glan (SV)
7. Völkermarkt (VK)
8. Wolfsberg (WO)

## Economia
Il prodotto interno lordo (PIL) dello Stato è stato di 20,9 miliardi di euro nel 2018, pari al 5,4% della produzione economica austriaca. Nello stesso anno il PIL pro capite corretto per il potere d'acquisto è stato di 33.000 euro, pari al 110% della media dell'UE-27.
Le principali industrie sono il turismo, l'elettronica, l'ingegneria e l'agricoltura, le quali hanno in questo territorio grandi interessi.
La Carinzia è inoltre attraversata da un itinerario, alternativo al trafficato Brennero, che attraverso il Friuli-Venezia Giulia permette di raggiungere Vienna e il Nord Europa.
Negli ultimi anni sono stati anche allacciati stretti rapporti di amicizia e collaborazione (soprattutto in ambito turistico ed economico) con le regioni limitrofe (in particolare quelle appartenenti all'Alpe Adria e cioè Friuli-Venezia Giulia, Slovenia e Stiria).

## Attrazioni turistiche

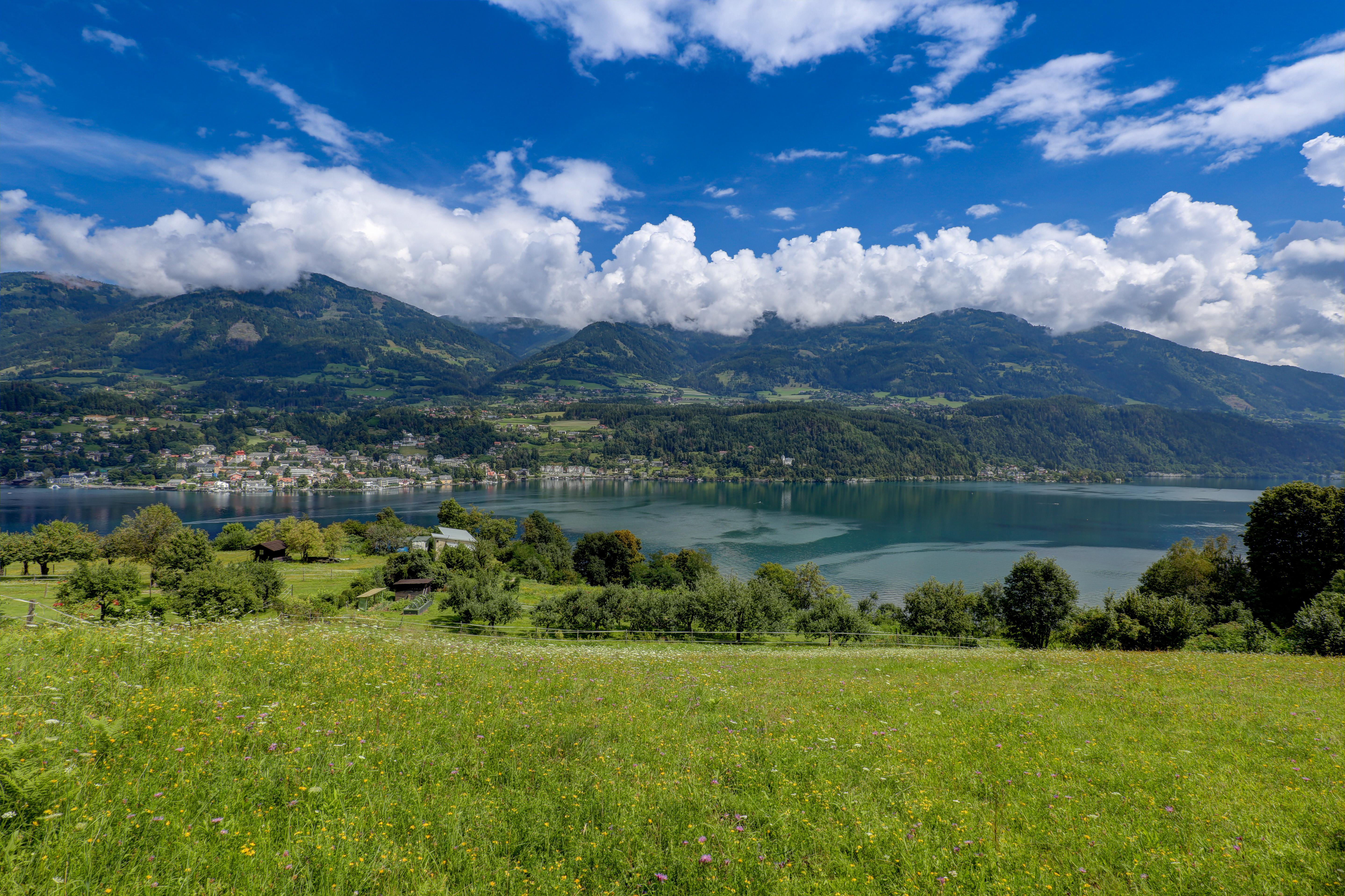
Veduta panoramica del Millstättersee

Le principali attrazioni turistiche sono le città di Klagenfurt e di Villaco; i laghi Wörthersee, Ossiacher See, Millstätter See, Faaker See; le stazioni sciistiche di Passo di Pramollo - Nassfeld/Hermagor, Bad Kleinkirchheim, Heiligenblut am Großglockner; il duomo di Gurk, il santuario di Maria Luggau, il monastero di Sankt Paul im Lavanttal, l'importante Cattedrale di Maria Saal, l'Abbazia di Millstatt, l'imprendibile Rocca di Hochosterwitz; il Großglockner e Nockberge per l'alpinismo.
Nei pressi di Klagenfurt si trova il Museo di Arte Moderna della Carinzia (MMKK), che ospita mostre internazionali di giovani artisti e una collezione di 3.000 opere donata dall'industriale Herbert W. Liaunig alla comunità. Edificato nel 2008 con 1.000 metri quadri di spazio espositivo, sette anni dopo il perimetro dell'edificio venne più che raddoppiato dal medesimo studio progettuale.

## Cultura
I musei della Carinzia comprendono il Museo di Stato della Carinzia con sede a Klagenfurt, il museo all'aperto Maria Saal, il Parco archeologico del Magdalensberg e il Museo romano di Teurnia. Uno dei più importanti musei cittadini è il Museo della Città di Villach, che documenta, tra l'altro, la storia della vita del suo cittadino temporaneo Paracelso.

### La letteratura
Negli ultimi decenni la Carinzia ha prodotto numerosi scrittori di fama internazionale. All'inizio del XX secolo, Robert Musil, Dolores Viesèr e Gerhart Ellert hanno raggiunto una certa notorietà.
Dopo la Seconda Guerra Mondiale, i poeti Ingeborg Bachmann e Christine Lavant sono saliti alla ribalta. A loro seguirono Peter Handke e Peter Turrini.
L'evento letterario più importante in Carinzia sono le "Giornate della letteratura di lingua tedesca" a Klagenfurt, durante le quali viene assegnato il "Premio Ingeborg Bachmann", che si tiene ogni anno dal 1977 e sostiene in particolare gli autori più giovani. Il Premio Ingeborg Bachmann è uno dei più importanti premi letterari del mondo di lingua tedesca.

### Belle arti
All'inizio del XX secolo, il circolo Nötsch era attivo con i pittori come Sebastian Isepp e Anton Kolig e Anton Mahringer. Il pittore Herbert Boeckl era solo vagamente associato al circolo. Una controversia artistico-politica fu la disputa sugli affreschi di Kolig nella casa di campagna di Klagenfurt del 1931, che si concluse con la rimozione degli affreschi nel 1938. Per quanto riguarda l'architettura, va menzionato Gustav Gugitz, il costruttore del Museo di Stato, mentre l'architettura del Wörthersee, con le ville e gli hotel, è caratterizzata principalmente da architetti viennesi.
Dopo il 1945, Maria Lassnig diede vita a un nuovo e radicale inizio. Luoghi importanti erano e sono l'Associazione d'Arte della Carinzia, la Galleria Hildebrand e il Museo d'Arte Moderna della Carinzia, inaugurato nel 2003.
Altri artisti visivi sono Valentin Oman, Bruno Gironcoli, Meina Schellander e Karl Brandstätter. In Carinzia, l'architetto Günther Domenig ha progettato la Steinhaus am Ossiacher See, l'edificio per l'esposizione statale di Hüttenberg e l'ampliamento del teatro cittadino di Klagenfurt.